# Erdmannsdorf (Augustusburg)
Erdmannsdorf ist ein Ortsteil der Stadt Augustusburg im Landkreis Mittelsachsen im Erzgebirge.

## Geografie

### Lage

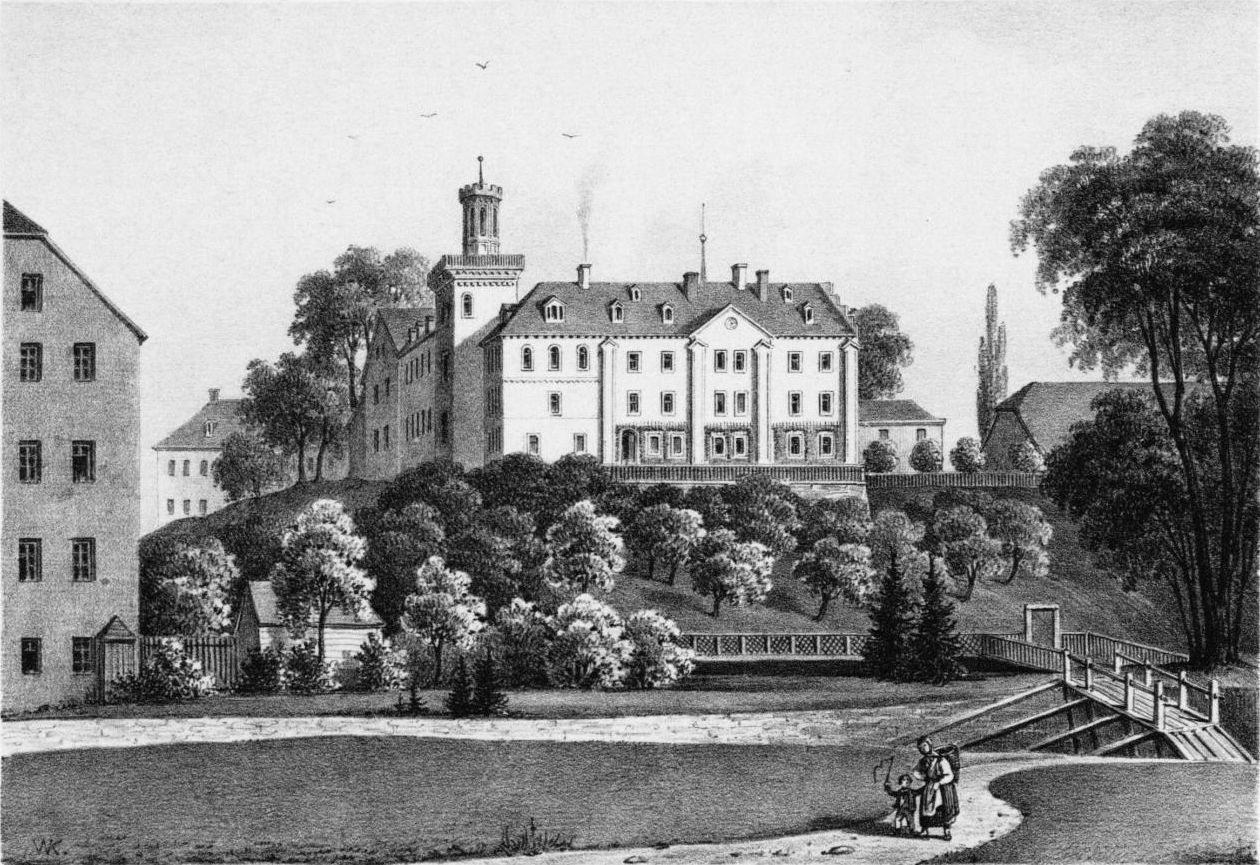
Das Rittergut Erdmannsdorf im Jahre 1859

Der Ort liegt am Westufer der Zschopau und zieht sich westlich den Berg hinauf bis auf eine Höhe von etwa 390 m ü. NN. Im Ort treffen sich die Bundesstraße 180 und die Staatsstraße 236.
Der Haltepunkt Erdmannsdorf-Augustusburg (ehemals Bahnhof) der Zschopautalbahn liegt auf der Ostseite des Flusses, ebenso die Talstation der Drahtseilbahn Erdmannsdorf–Augustusburg.

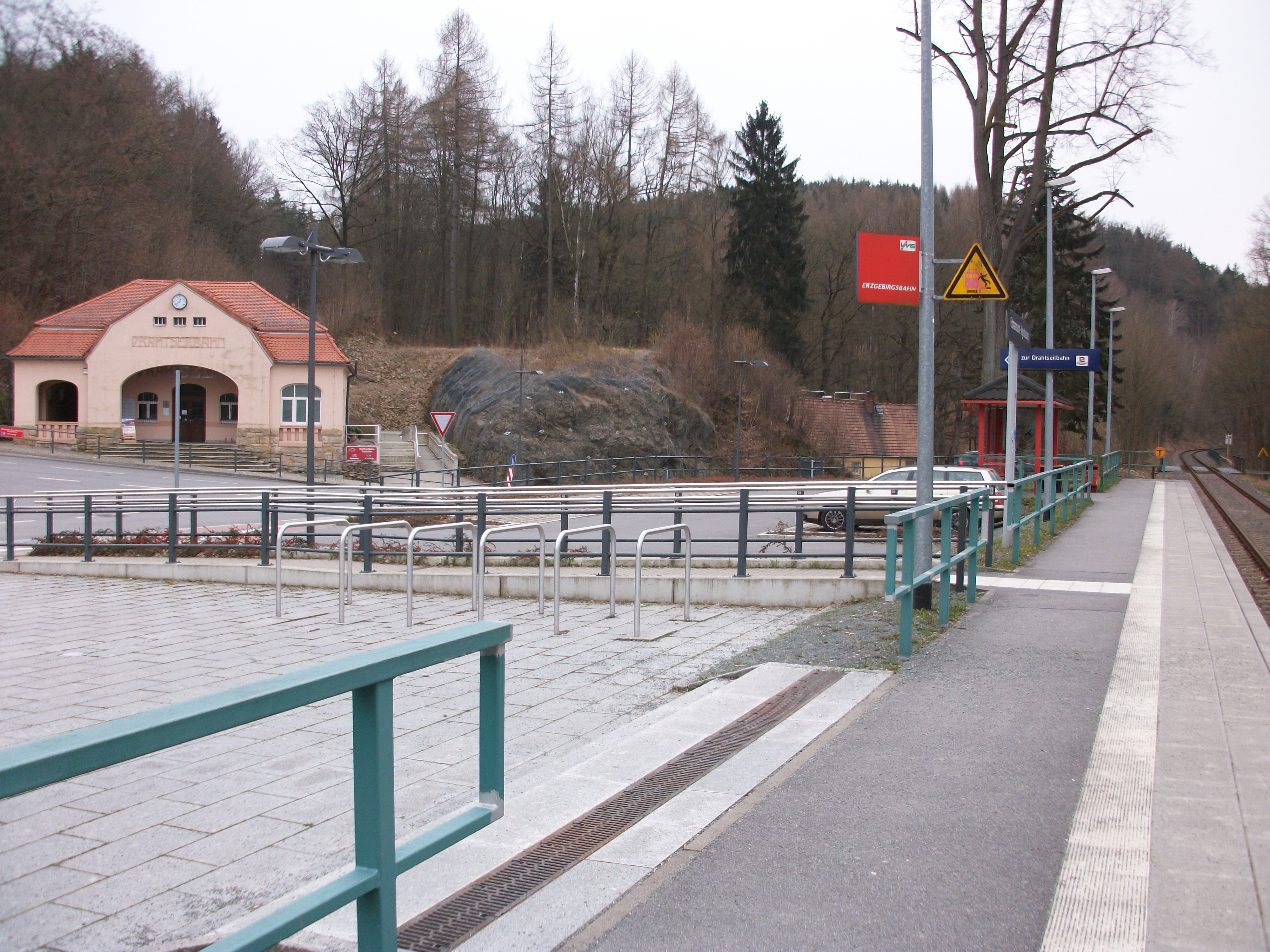
Hp. Erdmannsdorf-Augustusburg mit Talstation der Drahtseilbahn (2016)
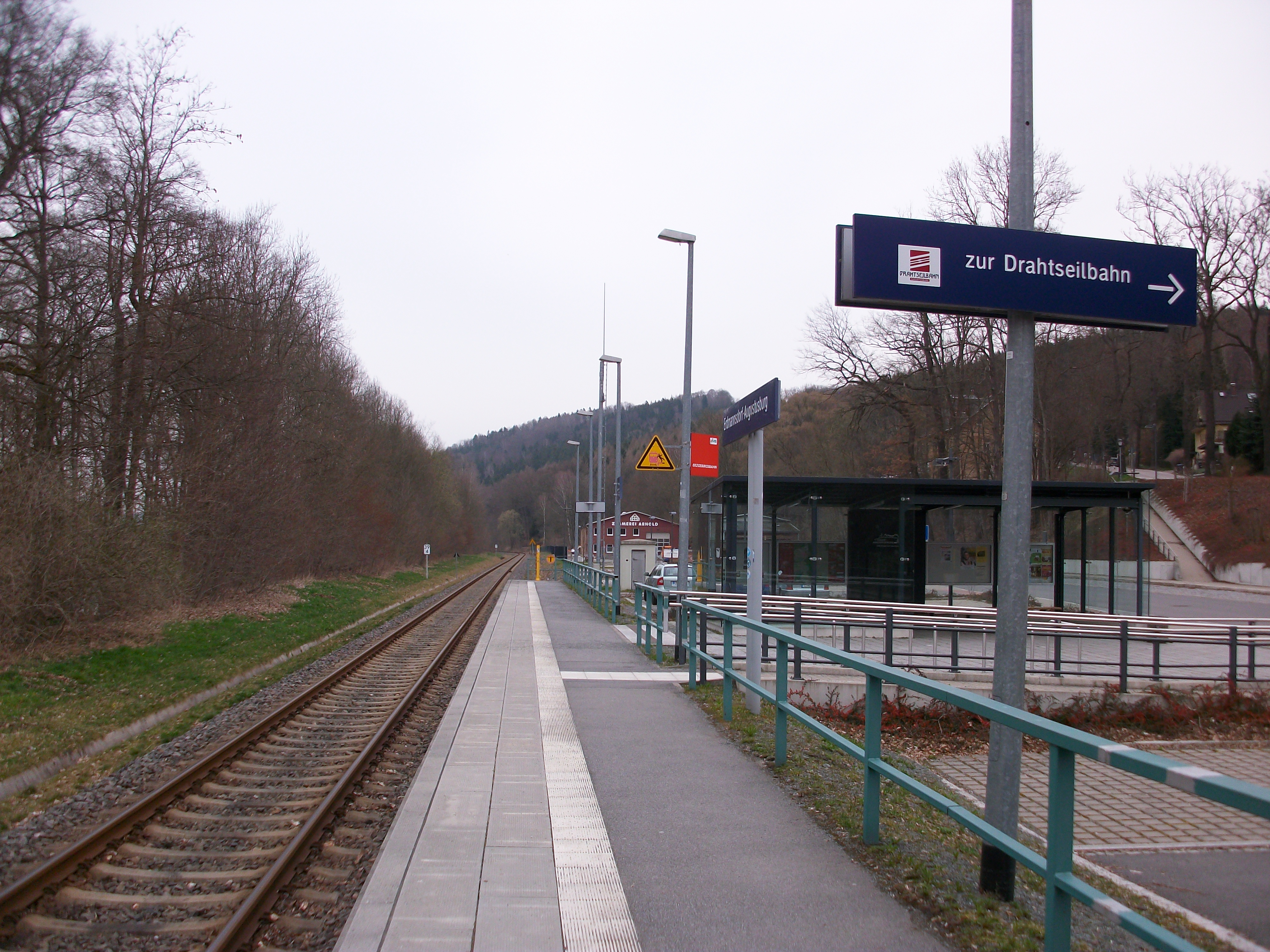
Hp. Erdmannsdorf-Augustusburg, Blick Richtung Flöha (2016)
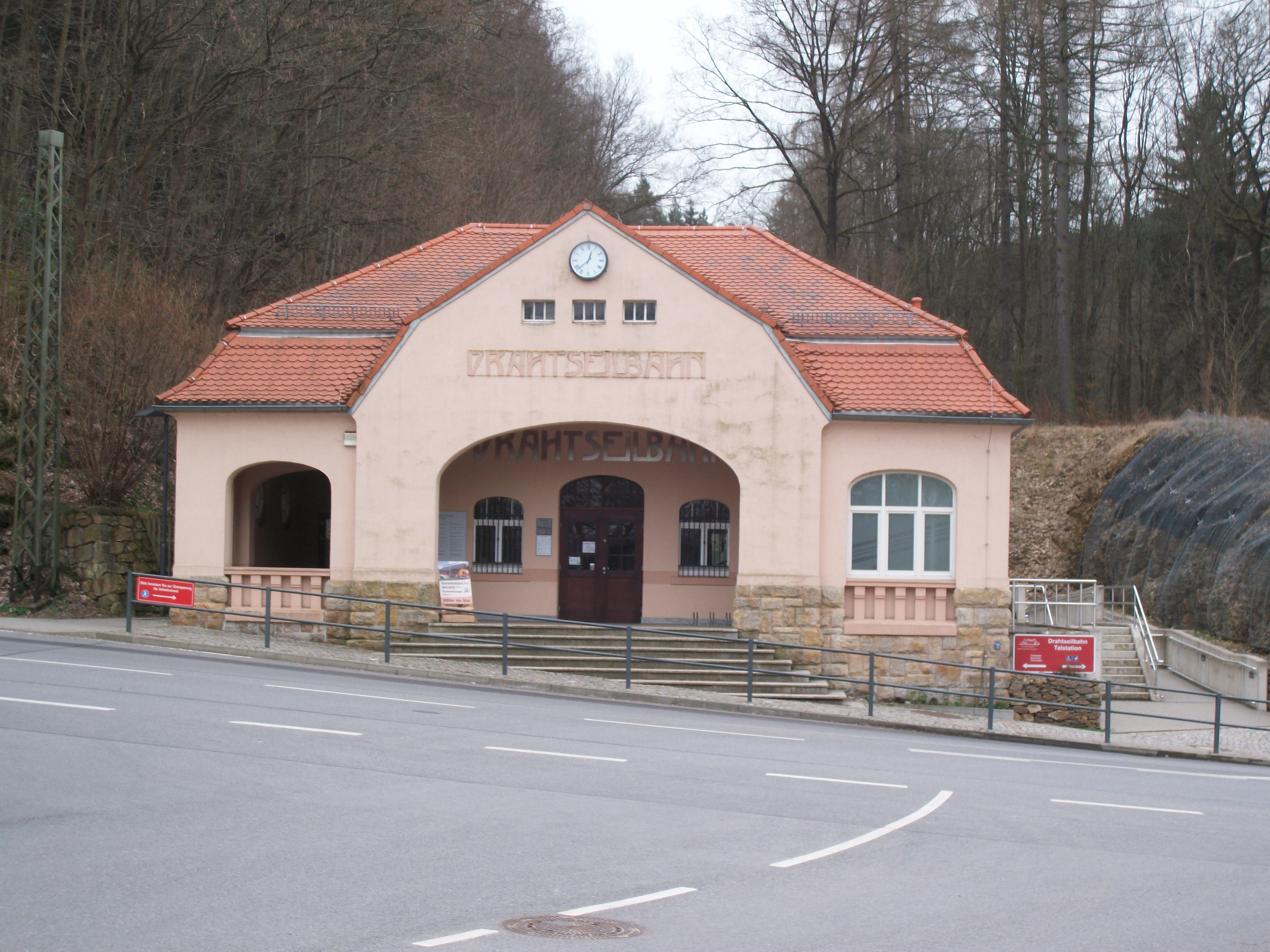
Drahtseilbahn Augustusburg, Gebäude der Talstation (2016)

### Nachbarorte

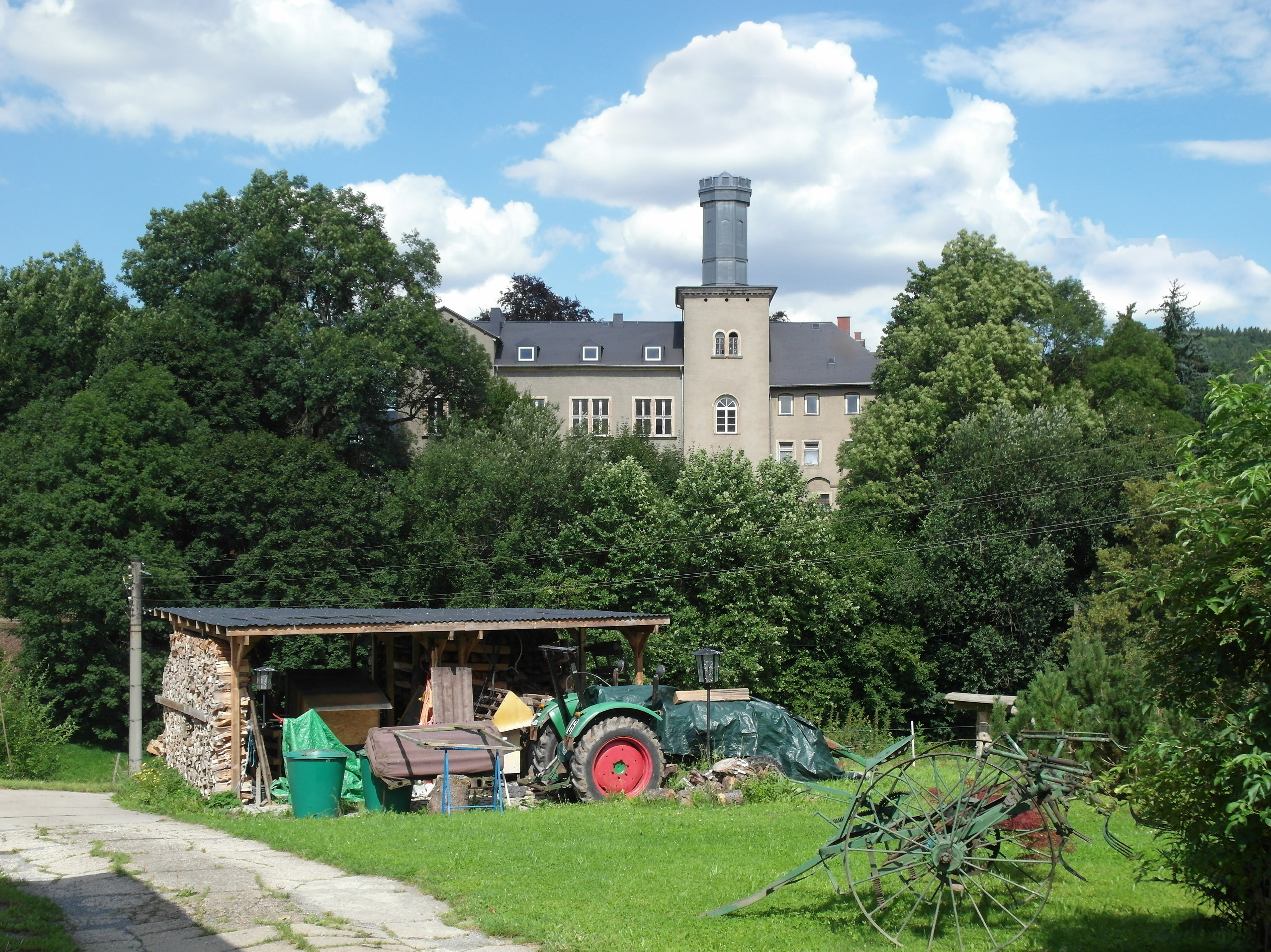
Schloss Erdmannsdorf 2016

| Niederwiesa | Plaue                                       | Grünberg     |
| Euba        | Kompassrose, die auf Nachbargemeinden zeigt | Augustusburg |
|             | Kunnersdorf                                 | Waldkirchen  |

## Geschichte

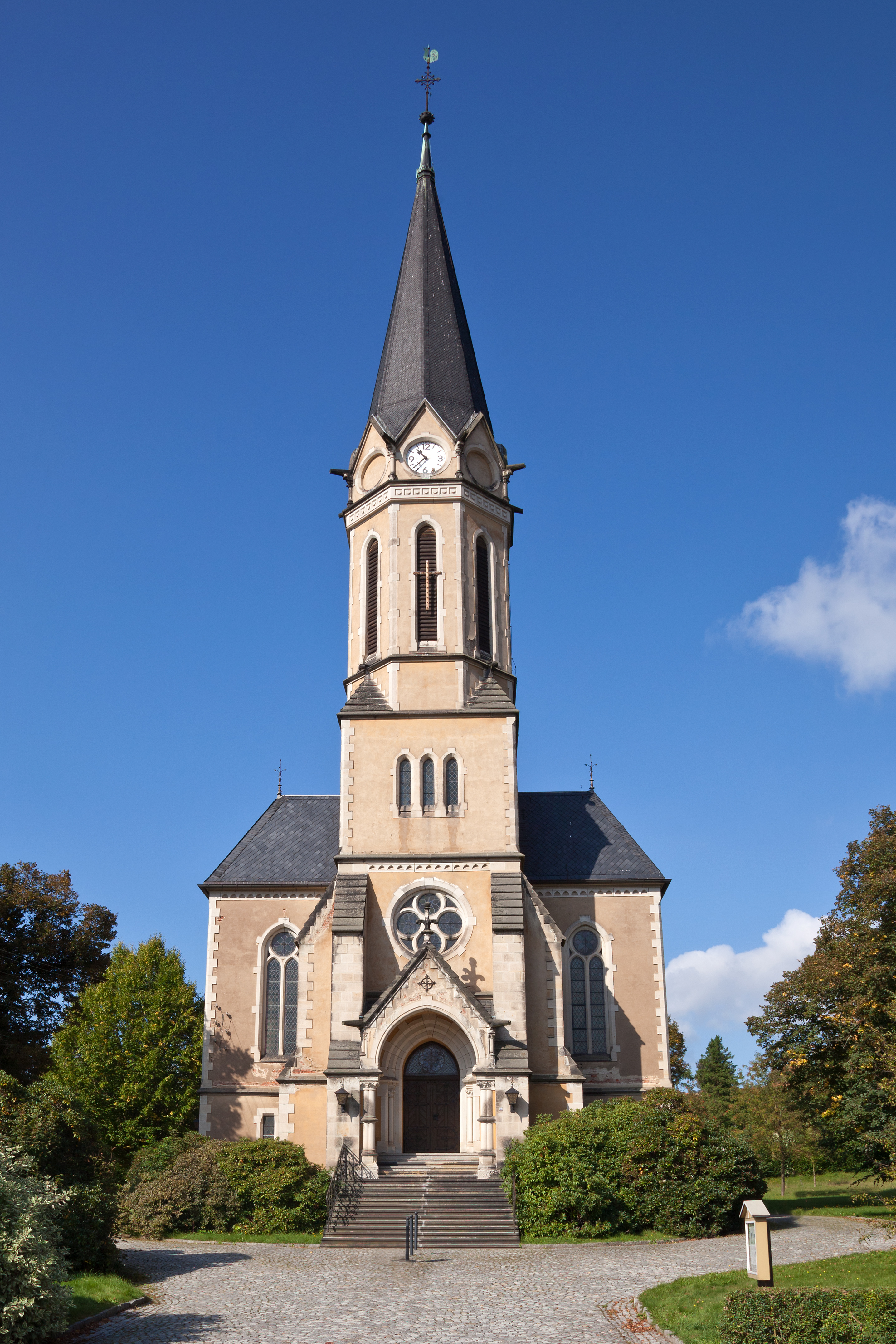
Die Erdmannsdorfer Kirche von Osten gesehen

In den ersten urkundlichen Erwähnungen ab dem Jahr 1206 wird ein Wern(h)erus de Ertmart(e)sdorf im Zusammenhang mit einem Herrengut genannt. Die damaligen Besitzer des örtlichen Rittergutes, das zum Amt Schellenberg gehörte, die von Erdmannsdorff, übten die grundherrlichen Rechte im Dorf aus. Nachdem der Chemnitzer Bürgermeister Ulrich Schütz durch Beteiligung am Schneeberger Silberbergbau reich geworden und 1484 in Besitz des Anwesens gekommen war, war dies der Familiensitz bis 1821. 
Zum Rittergut gehörten eine Schäferei, eine Brauerei, zwei Mahlmühlen, eine Ölmühle und zwei Schneidemühlen. 1830 wurde ein Schloss etwa an der Stelle des als Steinhaus bezeichneten alten Herrenhauses errichtet. Bauherren war die Familie von Könneritz. Das dörfliche Leben war lange Zeit mit der Geschichte des Rittergutes verbunden. Eine Fronliste von 1699 weist Abgaben und Leistungen der Einwohner aus. Die Zschopau bot zudem einigen Flößern Arbeit. Letzte adelige Grundbesitzer waren die Freiherren Hans von Könneritz und dann sein jüngerer Bruder Ferdinand Richard von Könneritz (1867–1943). Bereits seit Übernahme des Gutes 1924/25 durch Erbe war die über Jahrzehnte 334 ha große Besitzung verpachtet und wurde nicht in Eigenregie betreut. große und bald verpachtete Rittergut, Er veräußerte stufenweise Schloss (um 1932) und Gut (1936).
Nachdem an alten Textilgewerben Flachsspinnerei, Bleicherei und Färberei vertreten waren, änderte sich mit Gründung von Fabriken um das Jahr 1830 die gesellschaftliche Struktur des Ortes. Die Einwohnerzahl stieg rasch an. Es entstanden eine Spinnmühle sowie ein Nagel- und Nietwerk. Ab 1869 produzierte eine Baumwollspinnerei, welche 1953 in Volkseigentum überging.

## Einwohnerentwicklung
| Jahr | Einwohnerzahl                                     |
| ---- | ------------------------------------------------- |
| 1551 | 20 besessene Mann, 37 Inwohner                    |
| 1764 | 14 besessene Mann, 4 Gärtner, 4 Häusler, 10 Hufen |
| 1834 | 802                                               |
| 1871 | 1038                                              |

| Jahr | Einwohnerzahl |
| ---- | ------------- |
| 1890 | 1230          |
| 1910 | 1689          |
| 1925 | 1978          |
| 1939 | 2756          |

| Jahr | Einwohnerzahl |
| ---- | ------------- |
| 1946 | 3202          |
| 1950 | 3229          |
| 1964 | 2985          |
| 1990 | 2329          |

## Persönlichkeiten
- Theophilus Friedrich Rothe (1785–1837), Jurist
- Richard von Könneritz (1828–1910), Rittergutsbesitzer, Diplomat und Politiker
- Bruno Dürigen (1853–1930), Zoologe und Geflügelkundler
- Franz Otto Beyer (1856–1922), Pädagoge und Geologe
- Richard Büchner (1908–1929), Schachkomponist
- Johannes Streubel (1921–1990), Konteradmiral der Volksmarine und langjähriger Direktor des Armeemuseums in Dresden
- Peter Nagel (1938–2024), evangelischer Theologe, Koptologe, Altphilologe, Byzantinist und Religionshistoriker